# Oslobođenje (budova)

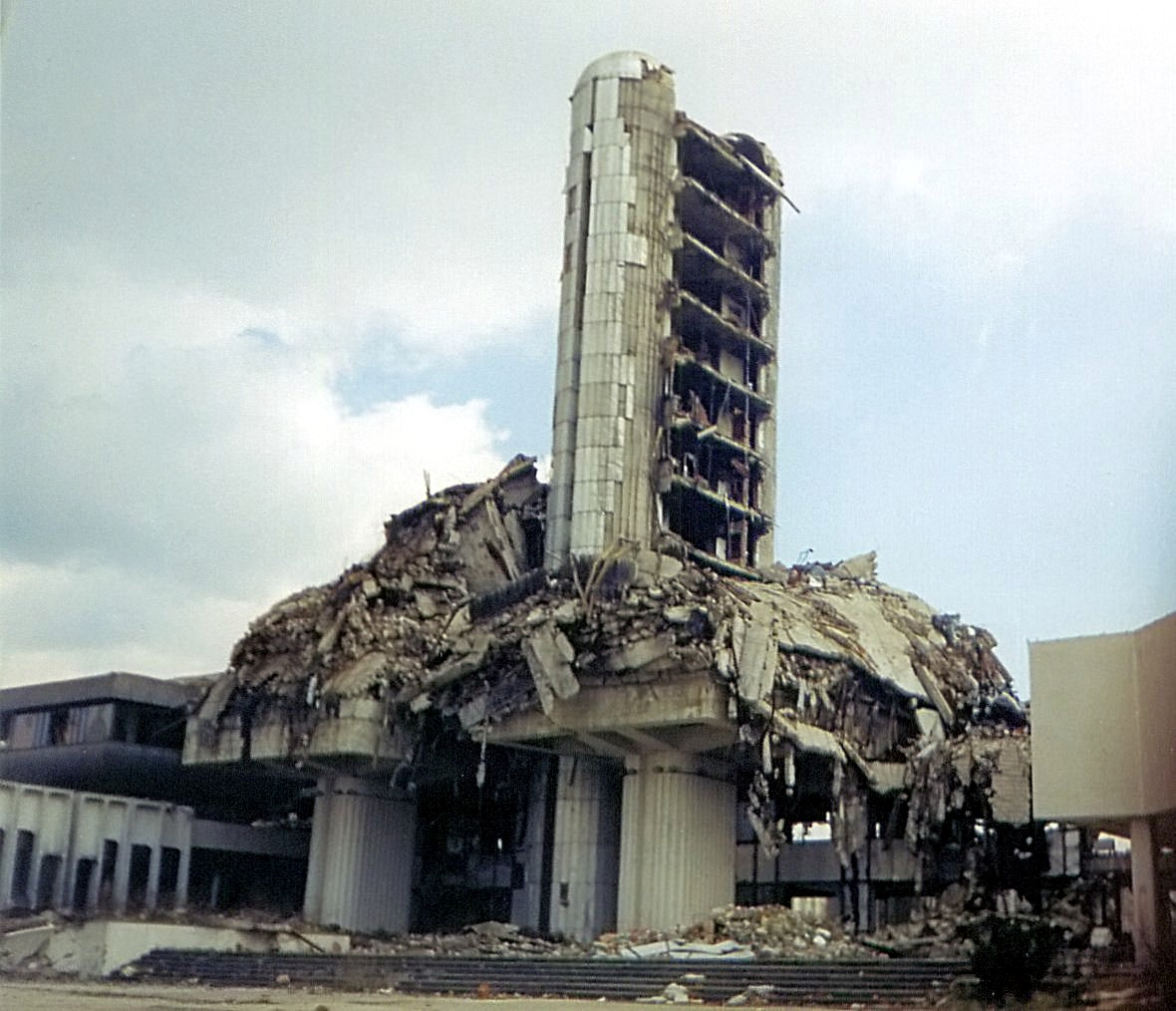
Trosky budovy v roce 1997.

Budova novin Oslobođenje se nacházela v Sarajevu, na adrese Džemala Bijedića 185. Byla zničena během války v 90. letech a zcela přestavěna jako Avaz Business Center.
Architektem budovy, kterou tvořil jeden výškový blok a rozsáhlý nízký pavilon, byl Kenan Šahović. Budova byla nápadná nejen díky svojí výšce, ale také i pro prvky připomínající industriální architekturu; dekorativní skruže, zaoblené rohy apod.
Budova byla vybudována v letech 1981 až 1982. Sloužila 10 let, v roce 1992 byla při obléhání města zničena. Vypálena byla nejdříve v květnu 1992 a poté v srpnu téhož roku. Po válce byly trosky výškové části budovy strženy a odstraněny. Nižší části budovy byly opraveny; na některých částech betonových obkladů byly stopy od střelby patrné ještě dlouhou dobu po skončení války.[zdroj?]